# Hôtel de Cintré
Pour les articles homonymes, voir Cintré.
L’hôtel de Cintré est un hôtel particulier situé à Rennes, 2 rue Saint-Guillaume, dans l’ouest du quartier Centre, au nord de la cathédrale Saint-Pierre.

## Histoire
L'hôtel est reconstruit au XVIIIe siècle.
Il est inscrit monument historique depuis le 4 juillet 1942.
Quatre jeunes créateurs sont installés au premier étage depuis le 1er septembre 2012 : Jean-Charles Robert (architecte DPLG), Tony Leporcher (architecte DPLG) et Vidame Créations (designer).